# گورنوو (شهرستان اوفیمسکی، باشقیرستان)
گورنوو (انگلیسی: Gornovo, Ufimsky District, Republic of Bashkortostan) یک شهرک در شهرستان اوفیمسکی استان باشقیرستان کشور روسیه است.